# Live at Somerset House
Live at Somerset House (znane także jako Mums & Dads of the World Be Patient With Your Children) to wideo grupy Snow Patrol. Zostało nagrane w londyńskim Somerset House, 8 sierpnia 2004 roku. Na DVD zostało wydane 23 listopada 2004 roku.
Film zawiera piosenki zespołu z ich wydanej w 2001 roku płyty, When It's All Over We Still Have to Clear Up, ("One Night Is Not Enough", "An Olive Grove Facing The Sea", "Black & Blue"), "You Are My Joy" (piosenka The Reindeer Section, dodatkowego projektu wokalisty, Gary'ego Lightbody'ego), a także utwór "Post Punk Progression". Pozostałe utwory pochodzą z albumu Final Straw.
Na DVD znajduje się również pamiętnik z trasy koncertowej w Japonii, teledyski oraz film z trasy koncertowej po Stanach Zjednoczonych.

## Lista utworów
1. "Wow"
2. "Gleaming Auction"
3. "Spitting Games"
4. "One Night Is Not Enough"
5. "How to Be Dead"
6. "You Are My Joy"
7. "Chocolate"
8. "An Olive Grove Facing The Sea"
9. "Same"
10. "Somewhere a Clock Is Ticking"
11. "Ways and Means"
12. "Run"
13. "Black and Blue"
14. "Post Punk Progression"
15. "Tiny Little Fractures"